# Sajndžargalyn Ňam-Očir
Sajndžargalyn Ňam-Očir (mongolsky С. Ням-Очир) nebo Ňam-Očir Sajndžargal (mongolsky Ням-Очир Сайнжаргал), (* 20. července 1986 Mongolsko) je mongolský zápasník – judista. Je bronzovým medailistou z olympijských her v Londýně v roce 2012.

## Sportovní kariéra
Narodil se v provincii Uvs do rodiny lékaře. K judu se dostal přes mongolský zápas böch ve 12 letech. Je typickým představitelem mongolského juda. Převládá u něj obousměrný úchop a má rád boj zblízka, kde maximálně využívá svých fyzických dispozic. Jeho specialitou je pěkné sode-curikomi-goši, ale nejčastěji se uchyluje ke zvedačkám a strhům. Boji na zemi se úspěšně vyhýbá.
Svého největšího úspěchu dosáhl na olympijských hrách v Londýně v roce 2012. Turnajem se propracoval až do boje o 3. místo, kde na šido nachytal unaveného Nizozemce Dexe Elmonta a vybojoval bronzovou olympijskou medaili.

## Výsledky
| Turnaj            | 2006       | 2007       | 2008       | 2009       | 2010       | 2011       | 2012       | 2013       | 2014       | 2015       |
| Turnaj            | 20         | 21         | 22         | 23         | 24         | 25         | 26         | 27         | 28         | 29         |
| Turnaj            | lehká váha | lehká váha | lehká váha | lehká váha | lehká váha | lehká váha | lehká váha | lehká váha | lehká váha | lehká váha |
| ----------------- | ---------- | ---------- | ---------- | ---------- | ---------- | ---------- | ---------- | ---------- | ---------- | ---------- |
| Olympijské hry    |            |            | —          |            |            |            | 3.         |            |            |            |
| Mistrovství světa |            | úč.        |            | úč.        | 5.         | úč.        |            | 5.         | úč.        | 3.         |
| Asijské hry       | úč.        |            |            |            | —          |            |            |            | —          |            |
| Mistrovství Asie  |            | 5.         | —          | 3.         |            | —          | úč.        | 2.         |            | —          |